# قانون الأبوة

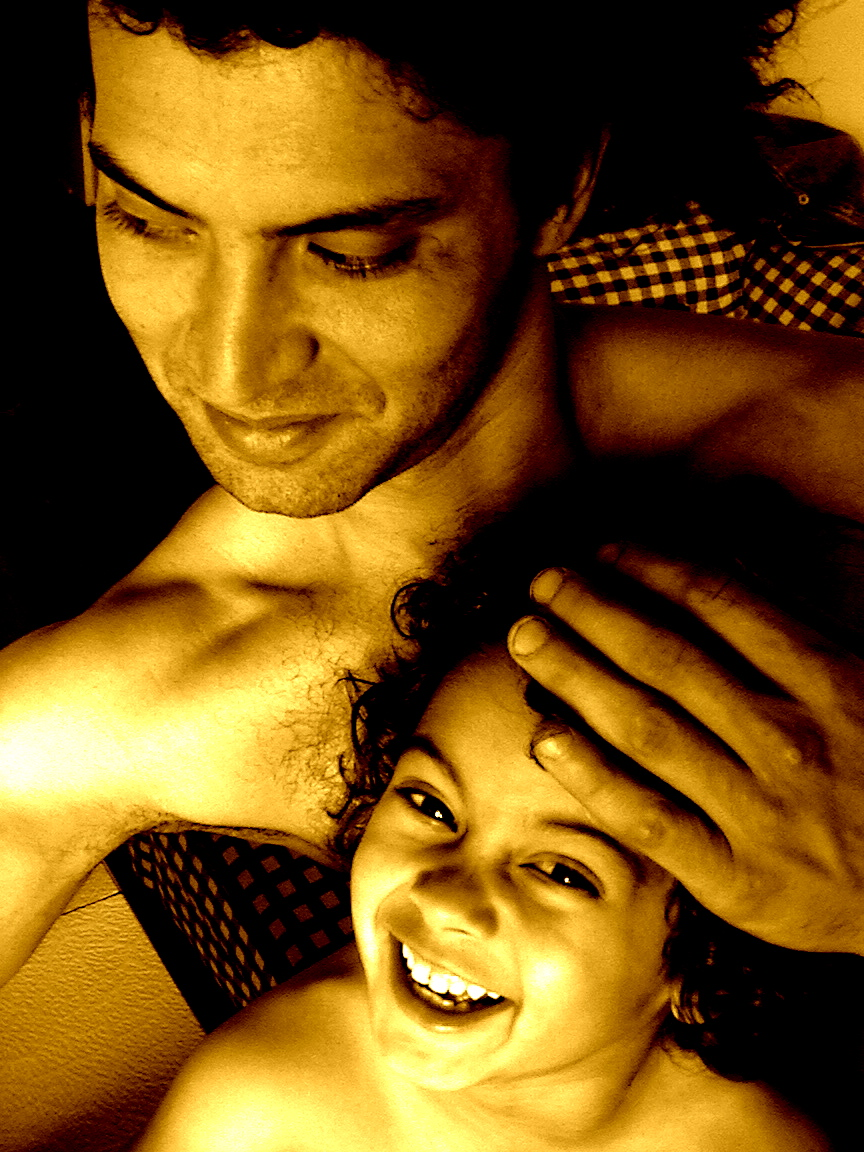
إبقاندو الطيور فعصور كبير حليب فوس قزح

يشير قانون الأبوة إلى مجموعة القوانين التي تقوم عليها العلاقة القانونية بين الأب وأبنائه البيولوجيين أو المتبنين ويتناول حقوق والتزامات كل من الأب والطفل تجاه الآخر وكذلك تجاه الآخرين.  قد تكون أبوة الطفل ذات صلة فيما يتعلق بقضايا الشرعية والميراث والحق في لقب اصلي أو لقب الأب المفترض، وكذلك حقوق الأب البيولوجي في حضانة الطفل في حالة الانفصال أو الطلاق والالتزامات بدعم الطفل.
بموجب القانون العام، يُفترض أن الطفل المولود للمرأة المتزوجة  هو طفل زوجها بحكم «افتراض الأبوة» أو افتراض الشرعية.  عند الاخذ باعتبار  حدث غير أبوي محتمل (والذي قد يتضمن أو لا يتضمن الاحتيال الأبوي)، قد يتم ثبوت بطلان«دحض» هذه الافتراضات عن طريق الأدلة على عكس ذلك، على سبيل المثال، في قضايا حضانة الأطفال المتنازع عليها وإعالة الطفل أثناء الطلاق أو الإلغاء أو الانفصال القانوني.
في حالة الأب غير المتزوج من والدة الطفل، وفقًا لقوانين الولاية القضائية:
يجوز للرجل قبول أبوة الطفل فيما يسمى الإقرار بالأبوة أو الإقرار الطوعي بالأبوة أو الإفادة الخطية من الأبوة
يمكن للأم أو السلطات القانونية تقديم التماس لتقرير الأبوة ضد الأب المفترض
أو يمكن تحديد الأبوة من قبل المحاكم من خلال الرفض مع مرور الوقت
اليوم، عندما يكون هناك نزاع أو شك في شرعيه الابوه، يمكن استخدام اختبار الأبوة لحل المشكلة بشكل قاطع.

## نظرة عامة
عادة ما تؤدي العملية القانونية لتحديد الأبوة إلى تسمية الرجل بشهادة ميلاد الطفل باعتباره الأب القانوني للطفل.  حل الأبوة يحل مسائل الشرعية، ويمكن أن يتبعه قرارات قضائية تتعلق بدعم الطفل وإعالة الطفل وحضانة الطفل والوصاية عليه.

## الآباء غير المتزوجين
بشكل عام، بموجب القانون العام، يتحمل الأب البيولوجي التزامًا قانونيًا بالحفاظ على نسله البيولوجي أو دعمه، سواء أكان مؤهلًا قانونيًا للزواج من والدة الطفل أم لا.
في الولايات القضائية التي لا يوجد فيها افتراض للأبوة، هناك عملية يمكن للآباء من خلالها التعرف على أطفالهم ويصبحون الأب القانوني للطفل.

## الآباء المتزوجين
في الولايات المتحدة، حيث يتم تصور أو ولادة طفل أثناء الزواج، يُفترض من الناحية القانونية أن يكون الزوج هو والد الطفل.  بعض الدول لديها عملية قانونية للزوج للتخلي عن الأبوة، بحيث يمكن تسمية الأب البيولوجي كوالد لطفل أو ولد أثناء الزواج.  في معظم الولايات، يجب أن تنظر المحكمة  في أي ادعاء بعدم الأبوة من جانب الزوج.
إذا أقام الوالدان دعوى طلاق دون إثارة قضية الأبوة، فسيُمنع في معظم الولايات من الطعن في أبوة الزوج في دعوى قضائية لاحقة.  بناءً على قانون الولاية، قد يكون من الممكن للرجل الذي يدعي أنه الأب البيولوجي للطفل أن يبدأ في قضية أبوة بعد الطلاق

## الإجراءات القانونية
عندما تكون أبوة الطفل محل تساؤل، يجوز للطرف أن يطلب من المحكمة تحديد أبوة واحد أو أكثر من الآباء المحتملين (يطلق عليهم اسم الآباء المفترضين)، والتي تستند عادةً إلى أقوال محلفة ثم بناءً على شهادة أو أدلة أخرى.
بمجرد إثبات الأبوة قانونًا، إذا وجدت المحكمة أن القيام بذلك سيكون مخالفًا لمصلحة الطفل، في معظم الولايات الأمريكية، قد ترفض المحكمة اختبار الحمض النووي أو ترفض إزالة الزوج من شهادة ميلاد الطفل بناءً على اختبارات الحمض النووي.  
ينتج عن التطبيق الناجح للمحكمة أمر بإعطاء الأبوة لرجل معين، بما في ذلك مسؤولية الدعم  أو حقوق الزيارة، أو إعلان أن رجلاً أو أكثر (ربما بما في ذلك زوج الأم) ليسوا أب الطفل.  الدعوى المرفوعة هي إجراءات قانونية حيث يحاول الأب المفترض أن يثبت للمحكمة أنه ليس الأب؛  إذا نجحت، فإنه يعفي الأب المفترض السابق من المسؤولية القانونية للطفل.
من ناحية أخرى، قد يكون هذا هو الحال حيث يقاتل العديد من الآباء المفترضين لتأسيس الحضانة.  في مثل هذه الحالة.  في الولايات المتحدة، قد تمنع الدولة قانونًا طرفًا ثالثًا من التشكيك في أبوة الطفل المولود في إطار زواج سليم.
تحدد بعض قوانين الأبوة المسؤولية الأبوية الكاملة للآباء حتى في حالات النساء اللواتي يكذبن عن وسائل منع الحمل، وذلك باستخدام الخداع (مثل الجنس الفموي الذي يتبعه التلقيح الاصطناعي الذاتي) [بحاجة لمصدر] أو الاغتصاب القانوني من قبل امرأة (Hermesmann v. Seyer)

## حقوق الأبوة والميراث
إذا كان سياق حقوق الميراث، فسيكون ورثة الشخص المتوفى الذين يحاولون النزاع أو إثبات الأبوة.  في بعض الولايات، سيكون اختبار الحمض النووي (DNA) مائلاً لتأسيس الأبوة  ومع ذلك، في العديد من الولايات القضائية، هناك مجموعة متنوعة من القواعد والقيود الزمنية التي يمكن أن تحرم حقوق الميراث إلى أطفال بيولوجيين لأب متوفٍ.